# اسلاوکو بدا
اسلاوکو بدا (کرواتی: Slavko Beda; ۱۷ اکتبر ۱۹۱۹ – ۸ ژوئن ۱۹۷۵) بازیکن فوتبال اهل کرواسی بود.
از باشگاه‌هایی که در آن بازی کرده‌است می‌توان به باشگاه فوتبال دینامو زاگرب اشاره کرد.
وی همچنین در تیم ملی فوتبال کرواسی بازی کرده‌است.